# Дијаспора
Реч дијаспора (расуто семе) грчког је порекла и означава припаднике једног народа који живе одвојено од матице. Првобитно се односила на Грке који су оснивали колоније широм Средоземља, али од краја првог века наше ере ова реч бива посебно везана за Јевреје. После неуспелог устанка против Римљана, десетине хиљада њих је кренуло у изгнанство широм тада познатог света.

## Српска дијаспора
Српска дијаспора, расејање, емиграција, Састоји се од 2.200.000 до 4.000.000 Срба, по времену доласка подељених у четири групе Срба.
За Србе исељенике правилно је користити израз „Српска дијаспора“. Међу Српском дијаспором која потиче са Балканског полуострва издваја се неколико великих групација исељеника: 
1. Средњовековна исељавања и сеобе, попут великих сеоба Срба у источну и западну Европу;
2. Старо исељеништво, тј. потомци исељеника који су се отиснули у свет пре Другог светског рата;
3. Послератна политичка емиграција, тј. Срби и њихови потомци који су били принуђени на одлазак из земље победом комуниста у грађанском рату 1941–1945;
4. Економска емиграција: радници разних занимања и стручњаци који су отишли у западноевропске и прекоморске земље 1961–1991. у потрази за професионалним и материјалним успехом;
5. Избеглице од рата и последица рата у бившој Југославији од 1991. наовамо.

У Српској дијаспори излази више листова. Међу њима најстарији су Амерички Србобран и Слобода. Емиграција настала након распада Југославије покренула је више листова и часописа. Дијаспора (Стокхолм), Кишобран (Ванкувер), Огледало и Новине (Торонто) само су неки од њих.